# موزه سالار جنگ
موزه سالار جنگ (انگلیسی: Salar Jung Museum) موزه هنری است که در شهر حیدرآباد، ایالت تلانگانا، هند در کرانه جنوبی رود موسی در منطقه دارالشفاء واقع شده است. این موزه یکی از موزه‌های شاخص ملی هند است. موزه سالار جنگ که در اصل مجموعه هنری خصوصی خاندان سالار جنگ بود بعد از درگذشت سالار جنگ سوم به کشور اهداء گردید. موزه در روز ۱۶ دسامبر ۱۹۵۱ افتتاح شد.
این موزه مجموعه ای از مجسمه‌ها، نقاشی‌ها، کنده کاری‌ها، منسوجات، دست نوشته‌ها، ظروف سفالی، مصنوعات فلزی، فرش‌ها، ساعت‌ها و لوازم خانه متعلق به کشورهای ژاپن، چین، میانمار، نپال، هند، ایران، مصر، اروپا و آمریکای شمالی را دربرگرفته است. موزه سالار جنگ یکی از بزرگ‌ترین موزه‌ها در دنیا است.